# Želivského (metropolitana di Praga)
Želivského è una stazione della linea A della metropolitana di Praga.

## Storia

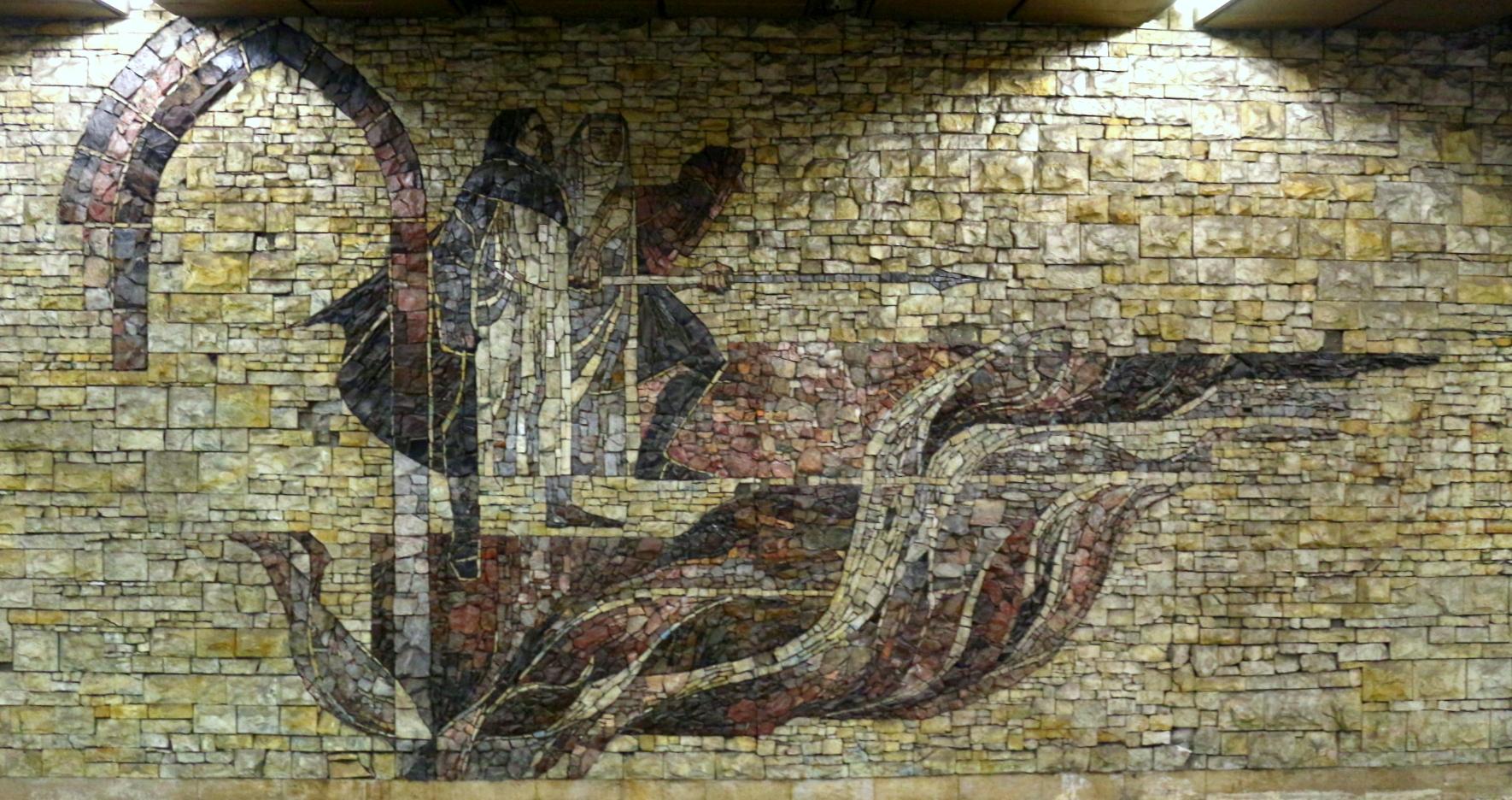
Mosaico di Jiřina Adamcová in stazione.

La stazione è stata attivata il 19 dicembre 1980, come parte del prolungamento della linea A tra Náměstí Míru e questa stazione, che fu il capolinea orientale fino alla successiva estensione della linea, avvenuta nel 1987.

## Strutture e impianti
La stazione è sotterranea ed è dotata di 2 binari, serviti da una banchina centrale.

## Servizi
- Biglietteria
- Servizi igienici

## Interscambi
- Fermata autobus (linee 124, 139, 146, 150, 155, 188, 199 e 213)[2]
- Fermata tram (linee 7, 10, 11, 16 e 26)[2]